# Аресо
Аресо (баск. Areso, ісп. Areso) — муніципалітет в Іспанії, у складі автономної спільноти Наварра. Населення — 277 осіб (2009).
Муніципалітет розташований на відстані близько 330 км на північний схід від Мадрида, 37 км на північний захід від Памплони.

## Демографія
Динаміка населення (INE ):

## Галерея зображень

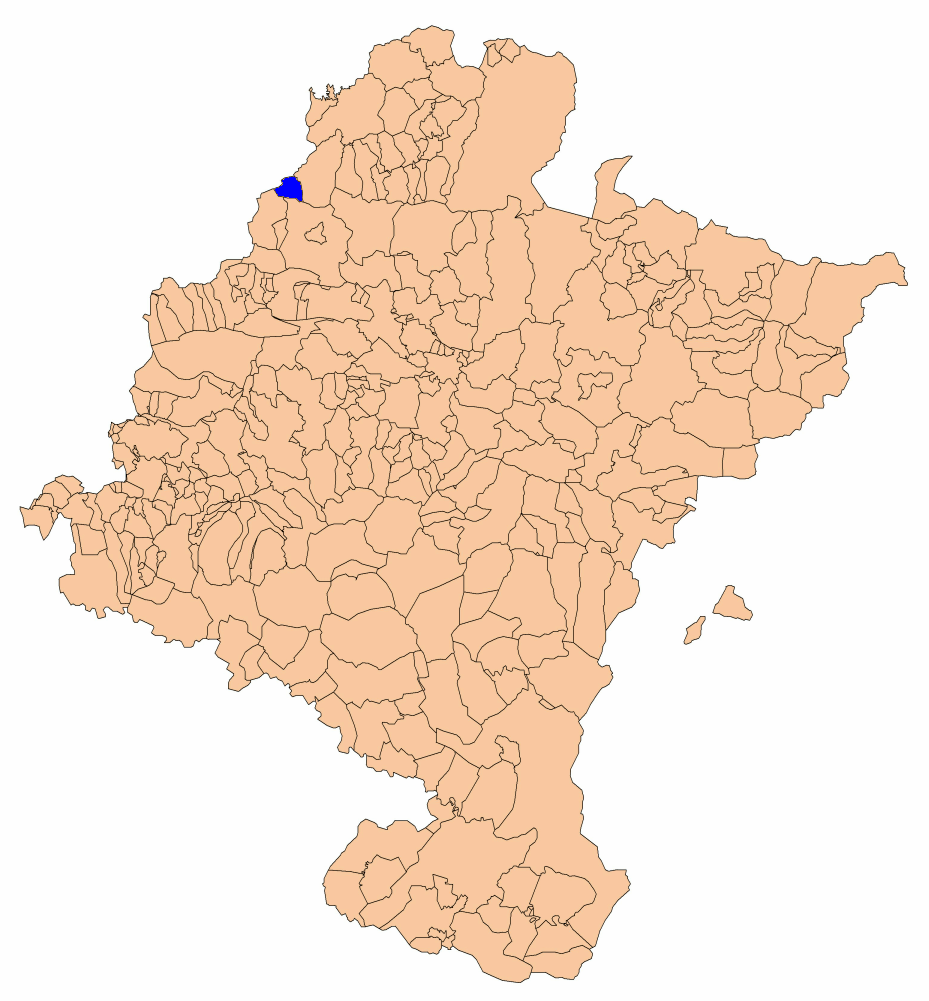
Розташування муніципалітету